# Giuseppe Muscariello
Giuseppe Muscariello (Napoli, 13 aprile 1915 – Napoli, 6 luglio 1976) è stato un politico, imprenditore e dirigente sportivo italiano.

## Biografia
Industriale nel settore delle pelli e dei prodotti chimici, laureato in scienze politiche venne eletto deputato della II legislatura della Repubblica Italiana nel 1953, e della III legislatura della Repubblica Italiana nel 1958.
Occupò diversi incarichi nell'amministrazione comunale di Napoli, come assessore della giunta di Achille Lauro.
Sposato con Carmela Fiore, secondogenita di Francesco Fiore, poeta e cantautore napoletano. La coppia ebbe quattro figli.

## Dirigente
Nel 1948 ha ricoperto alcuni incarichi nella squadra di calcio del Napoli: il 14 gennaio accettò la carica di consigliere delegato, mentre il 29 gennaio divenne commissario straordinario, divenendo il massimo dirigente del sodalizio partenopeo in quanto la carica di presidente era vacante. Anche a causa della sua carica, si ritrovò implicato nel Caso Napoli venendo inibito a vita a ricoprire cariche sportive. In seguito fu riabilitato.